# Débit réservé

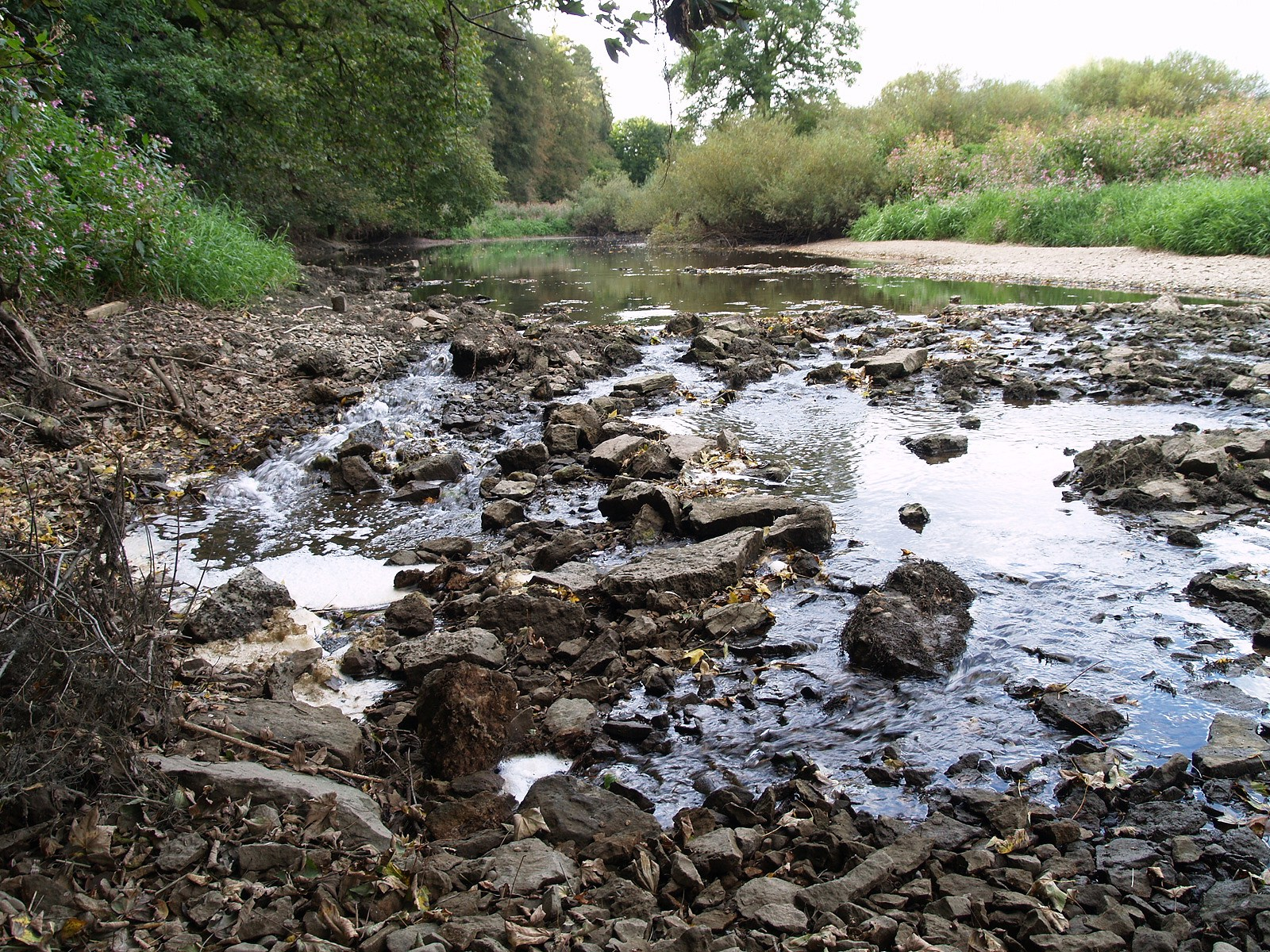
Le débit réservé vise à conserver un minimum d'eau dans les cours d'eau en étiage.

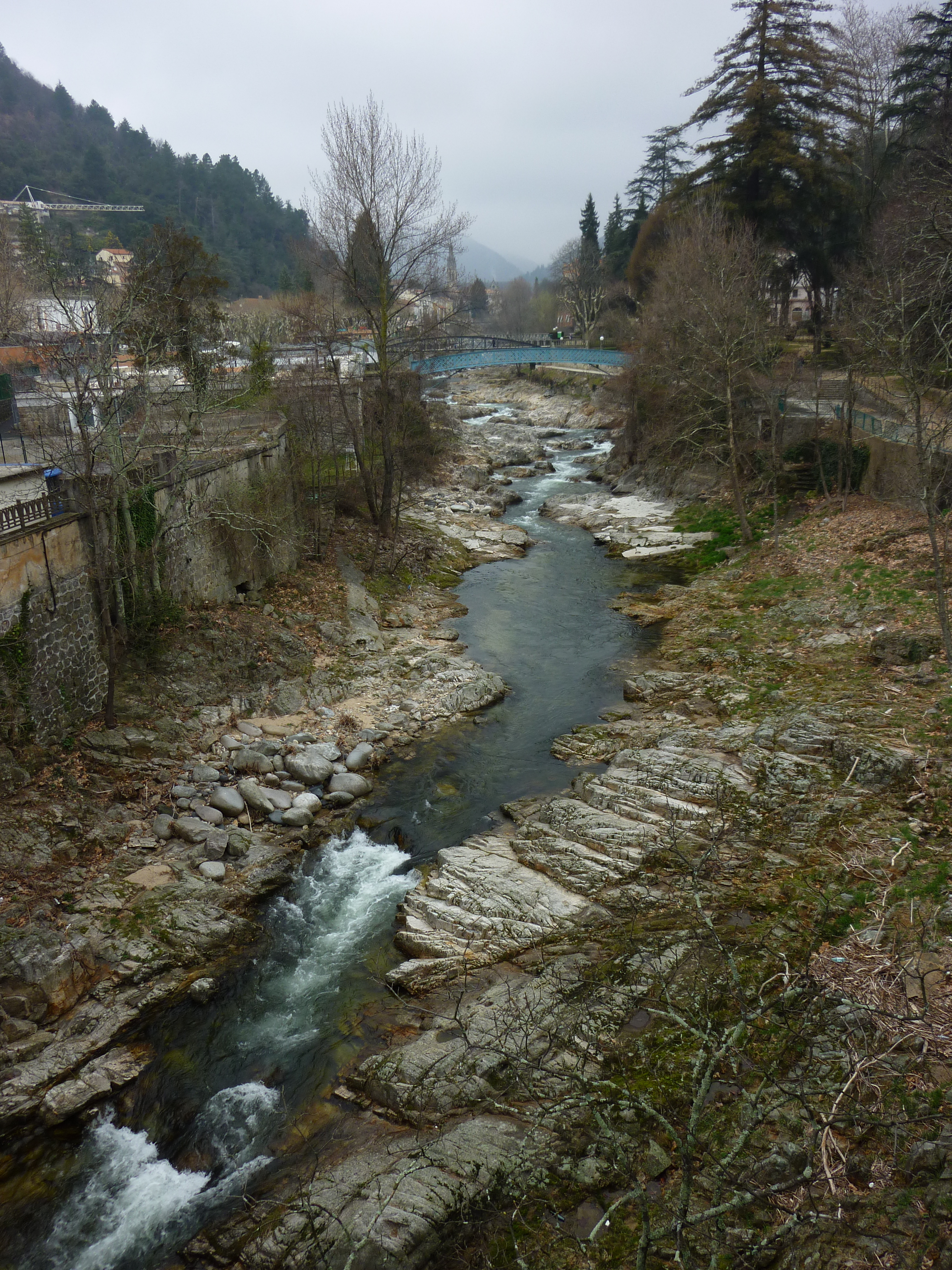
La Volane à Vals-les-Bains.

À la croisée des domaines de la gestion de l'eau et du droit de l'eau, le débit réservé  est le débit minimal d'eau (parfois exprimé en pourcentage du débit total moyen) imposé par l'autorité administrative aux propriétaires ou gestionnaires d'un ouvrage hydraulique (barrage, seuil, unité hydroélectrique...) pour assurer un minimum d'écoulement au cours d'eau et ainsi un fonctionnement minimal des écosystèmes aquatiques ou en proche périphérie du lit.

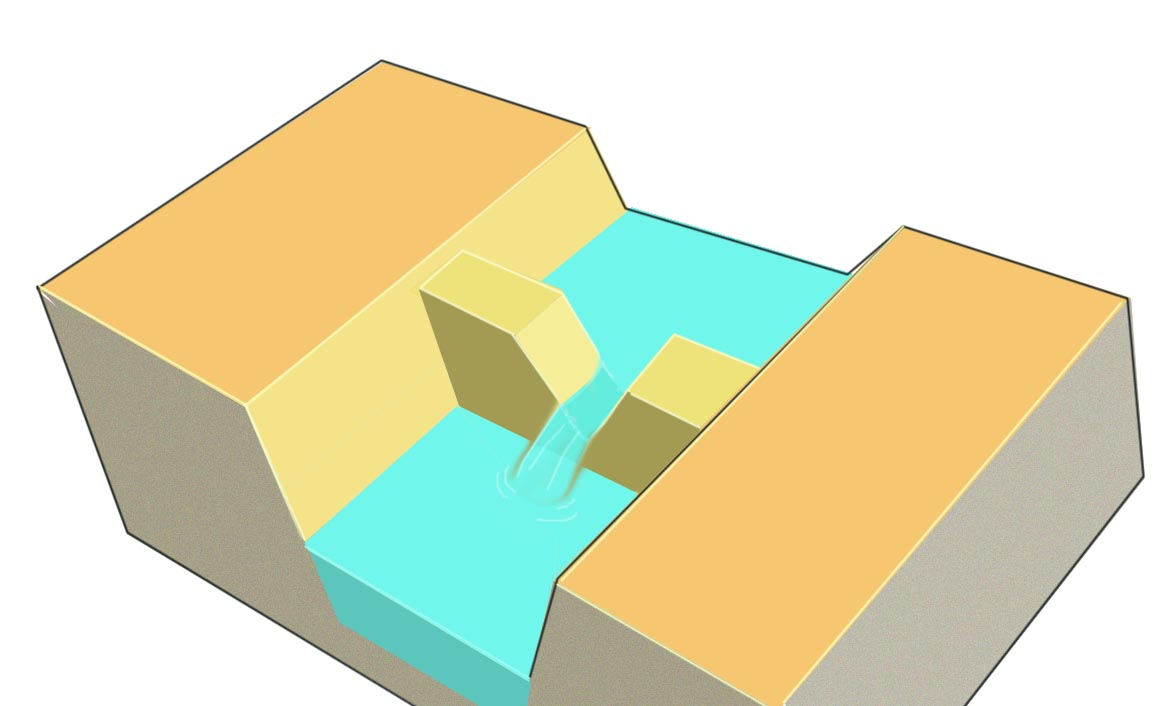
Schéma simplifié d'un système basique permettant d'accroitre le débit de fuite au fur et à mesure que le niveau et débit amont augmentent. Un nettoyage régulier des embâcles ou une conception facilitant l'auto-nettoyage sont en réalité souvent nécessaires. Une passe à poissons peut être adjointe si la hauteur d'eau est importante.

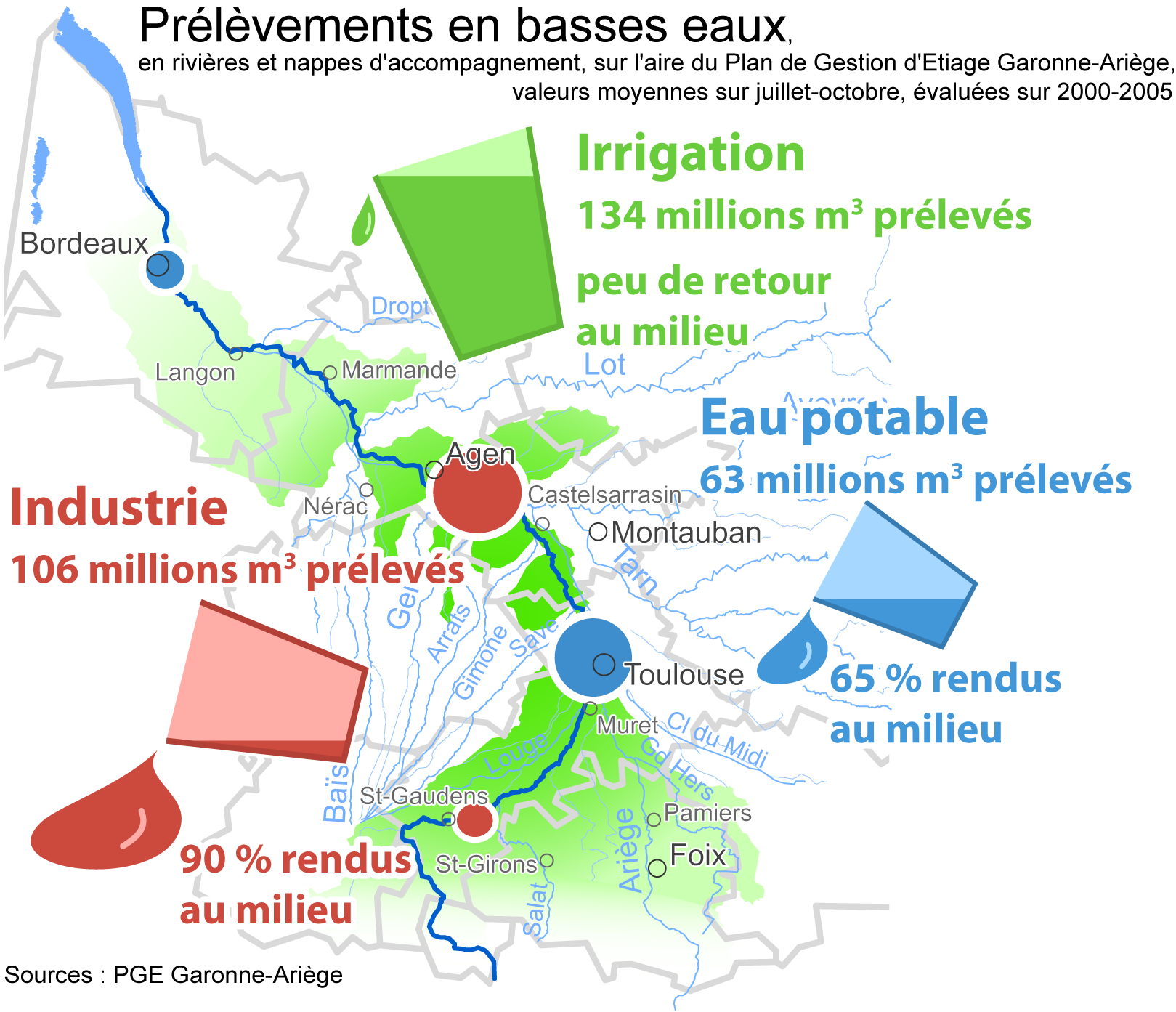
La gestion de l'eau se fait de plus en plus à l'échelle des bassins et sous-bassins, avec une connaissance améliorée des quantités prélevées et rendues à la nappe ou aux cours d'eau.

Un des paramètres important est le débit du cours d'eau, mais il faut l'avoir mesuré au moins durant 5 ans pour calculer un débit moyen interannuel, et plutôt sur 30 ans quand c'est possible. Ici, il s'agit de l'Authie, fleuve du nord de la France, ré-alimenté par la nappe en été (à titre d'exemple).

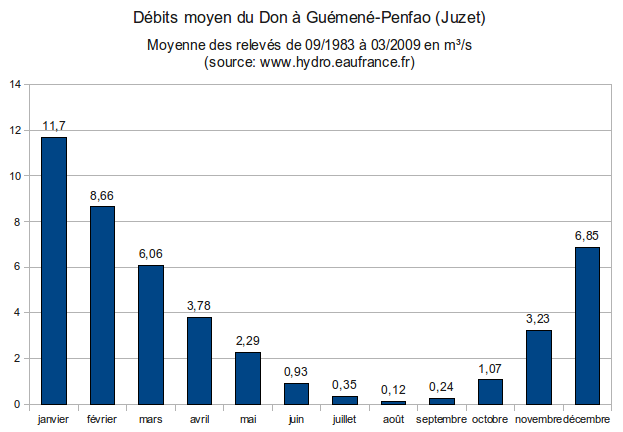
Autre exemple (Le Don, à la station hydrologique de Guémené-Penfao (moyenne des relevés, pour septembre 1983 - mars 2009), montrant une situation plus critique en été que pour l'Authie.

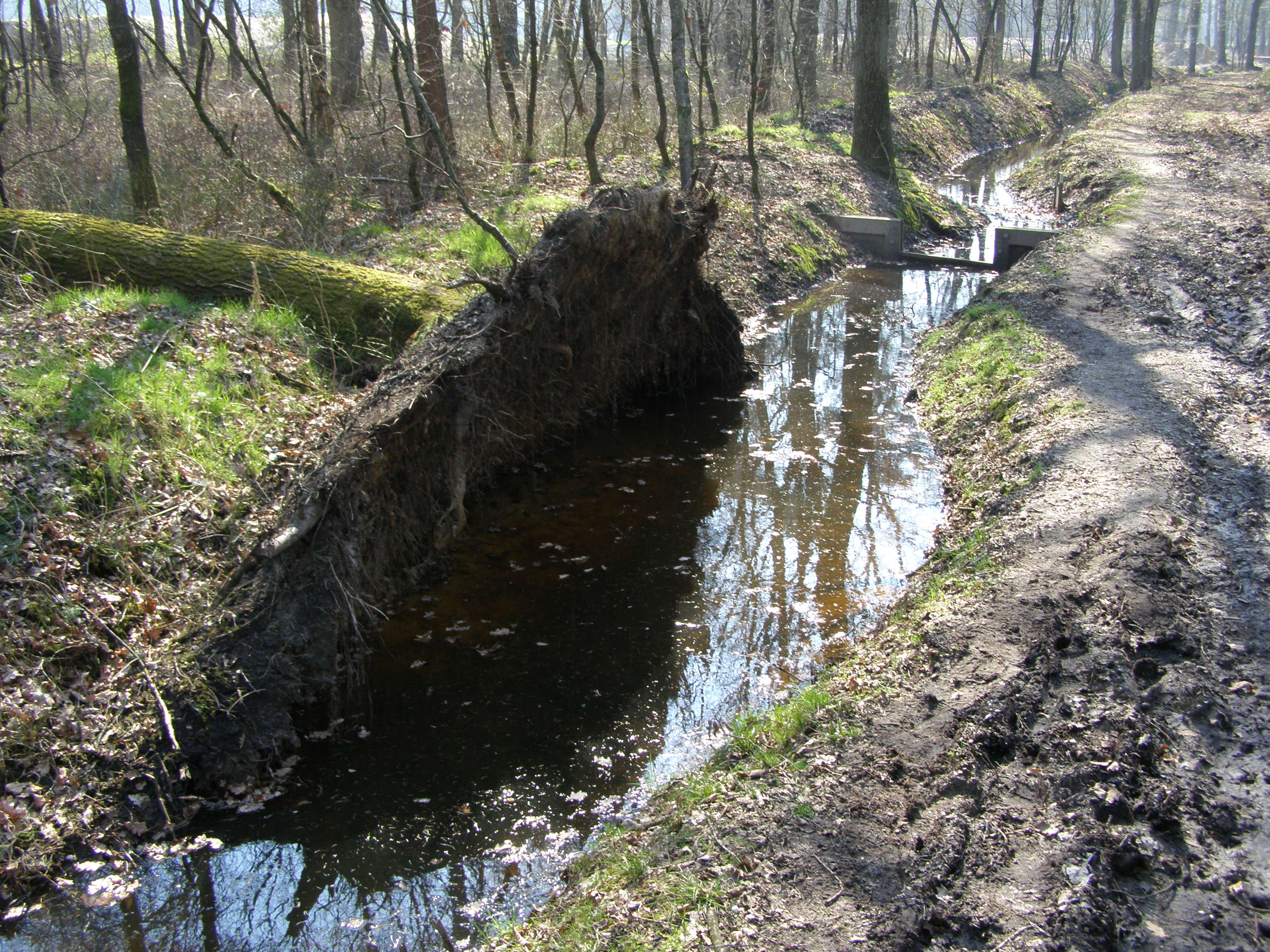
Inconsidérément ou volontairement modifier la hauteur de l'eau d'un milieu peut avoir un impact sur la stabilité des sols et des arbres.

Par son aspect réglementaire, en Europe ainsi que dans un nombre croissant de pays, le débit réservé vise aussi, durablement et en permanence, à garantir la survie, la circulation et la reproduction des espèces aquatiques ou dépendantes de l'eau, correspondant à un « débit minimum biologique ».

## Limites au principe du débit réservé
Quelques éléments sont à prendre en compte par le gestionnaire de l'eau, qui peuvent parfois ou provisoirement rendre le débit minimal inutile ou nuisant pour l'environnement ou une population humaine ;
- En situation critique, conserver un débit réservé pour irriguer l'aval peut contribuer à dessécher un milieu amont peut-être plus précieux que celui de l'aval. Dans ce cas un examen des situations au cas par cas peut être utile, afin de déterminer quel est le moyen le plus opportun pour s'éloigner le moins possible des conditions permettant de conserver le bon état des eaux.
- Dans certaines régions, il existe des écosystèmes naturellement xérophiles, parfaitement et depuis longtemps adaptés aux milieux secs en été. Ils sont nécessaires à certaines espèces (espèces pionnières ou typiques des milieux exondés), qui y vivent ou survivent, ou à des espèces ne se reproduisant que sur des milieux périodiquement exondés qui apparaissent avec la baisse puis disparition provisoire de l'eau. En climat méditerranéen ou tropical, de nombreux cours d'eau s'assèchent naturellement en grande partie en été ou en saison sèche, mais conservent quelques poches d'eau où les organismes aquatiques survivent, parfois sous forme de larve ou d'œufs ou en phase d'estivation dans la vase ; En France la loi évoque des « cours d'eau atypiques » qui peuvent faire l'objet de dérogation. En France, un cours d'eau est dit atypique dans 3 cas[1] : 1) si l'hydrogéologie explique l'intermittence naturelle du cours d'eau, 2) si l'aval immédiat d'un barrage de classe A ou à usage hydroélectrique d'une puissance supérieure à 20 mégawatts, est en permanence ennoyé par le remous du plan d'eau d'un autre barrage de même nature, 3) en l'absence (naturelle et historique) de certains organismes[notes 1] (Ichtyofaune, invertébrés du benthos, phytoplancton, phytobenthos, macrophytes).

- Le temps de remplissage (ou de vidange) d'un grand barrage est à prendre en compte au cas par cas, qu'il s'agisse d'un barrage naturel (constitué par des castors) ou d'un barrage artificiel de type retenue d'eau potable ; Il  peut prendre plusieurs années dans le cas d'un grand barrage de retenue, et donc interférer avec le régime du cours d'eau et le cas échéant des nappes si elles sont en connexion avec l'eau retenue.

## Histoire
Ce concept existe dans la tradition ou le droit coutumier de nombreux pays, dans les zones où l'eau est rare ou peut périodiquement manquer. 
Elle a depuis le XIXe siècle pris une importance accrue avec l'apparition d'une part de puissants moyens de pompages, drainage et irrigation, et d'autre part de grands barrages et de nombreux barrages assez importants pour - en période d'étiage - priver l'aval de toute l'eau apportée par la partie du bassin versant située en amont du barrage.

### En France
Le débit réservé a officiellement été introduit dans la loi en 1919 (loi réglementant la production hydroélectrique) en tant que débit minimal à conserver dans le lit naturel de la rivière entre la prise d’eau et la restitution des eaux en aval d'une centrale hydroélectrique, garantissant en permanence la vie, la circulation et la reproduction des espèces vivant dans ces eaux.  L'Art 2. de cette loi prévoit des cours d’eau (ou section de cours d’eau) réservés, sur lesquels aucune autorisation ou concession ne sera donnée pour des entreprises hydrauliques nouvelles, en application de l’article 2 de la loi du 16 octobre 1919 (classement établi par décret).

La loi pêche de 1984 a ensuite fixé de façon normative le débit réservé au :
- 1/10e du débit annuel moyen (module) pour tout nouvel aménagement,
- 1/20e pour les ouvrages situés sur un cours d'eau dont le module est supérieur à 80 m3/s
- 1/40e pour les aménagements existants.

Le débit réservé est calculé d'après le module de la rivière, qui est le débit moyen interannuel enregistré, généralement pour une période de cinq ans). Le débit réservé doit être ajusté pour permettre la vie et la reproduction du poisson et la circulation des poissons à la montée et à la descente doit rester ou redevenir possible dans les cours d’eau classés « à migrateurs ». Il existe des installations hydroélectriques « au fil de l’eau » qui valorisent « le débit arrivant sans le modifier et s’adapte aux fluctuations en mettant en service ses turbines et en réglant la « surverse » du barrage ». Inversement, les installations « par éclusées », fonctionnent épisodiquement, et quand elles sont une forme de stockage de l'énergie peuvent remonter par pompage de l'eau derrière un barrage, en période de surproduction électrique, pour la turbiner en période de besoin d'électricité.
De plus en plus, et notamment en Europe depuis la Directive cadre sur l'eau, la législation prescrit que le débit minimum imposé au droit des ouvrages hydrauliques soit également adapté aux besoins énergétiques et aux besoins écologiques (incluant la libre circulation des poissons et espèces migratrices des cours d'eau) de l'ensemble du cours d'eau, voire du bassin versant. 
Le débit réservé doit donc maintenant à la fois contribuer aux équilibres écologiques et aux solidarités amont-aval, à négocier et trouver entre tous les usages de la masse d'eau transportée par le cours d'eau. 

L'augmentation des débits réservés en France s'est aussi traduit par une diminution des capacités hydroélectriques ; « Les pertes résultant du passage au quarantième du module entre 1984 et 1987 pour les ouvrages existants avaient été chiffrées à près de 1 TWh » .

## Alimentation des nappes superficielles ou souterraines
Sur des sols imperméables (granit ou argile par exemple), le débit réservé contribue à alimenter la nappe superficielle, au moins dans le lit mineur. Il peut éviter que des tourbières ne se minéralisent et perdent leur capacité de puits de carbone ou à retenir l'eau.

Sur les sous-sol et substrats perméable ou assez poreux pour laisser percoler l'eau, la hauteur d'eau maintenue dans la rivière ou en amont des barrages, seuils ou embâcles naturels (ou barrages de castors là où ils existent) joue un rôle important et parfois majeur pour l'alimentation des nappes (Loi de Darcy). Maintenir de l'eau dans le lit mineur contribue alors indirectement à limiter la baisse du niveau des sources dans le bassin versant proche, et contribue à la résilience des milieux face aux phénomènes d'incendies, sécheresses, salinisation ou de dégradation des sols.

## Pourquoi un débit réservé?
Initialement, il s'agissait d'interdire au propriétaire ou gestionnaire d'un barrage ou de vannages de réserver toute l'eau d'un cours d'eau à son seul profit, en régime d'étiage (en été en général). 
Au XXe siècle, un objectif environnemental a également pris une importance croissante. il vise la conservation d'une quantité d'eau minimale, nécessaire et suffisante à la survie de la plupart des organismes aquatiques et les services écologiques normalement rendus par le cours d'eau. 

La conservation d'un minimum d'eau est en effet parfois une conditions utiles ou nécessaires à la conservation d'espèces patrimoniales, éventuellement menacées, dans le cours d'eau, sur ses berges ou dans les zones humides ou connexes en dépendant.  

Pour certaines espèces aquatiques migrant au printemps ou en automne ou (rarement) en été, cette eau « réservée » peut être vitale. 

En saison de reproduction, cette eau est nécessaire à la protection des frayères (qui ne doivent pas être hors d'eau). 

## Sécurité
Depuis longtemps, des dispositifs légaux ou coutumiers permettaient de limiter les effets des éclusées ou de la levée trop brutale d'un vannage (qui autrefois pouvait endommager les roues de moulins ou certains mécanismes de ces mêmes moulins en aval). L'ouverture trop brutale d'un vannage doit être évitée pour limiter l'importance de la vague qu'elle libère, qui peut être destructrice ou emporter des gens dans le cas des grands barrages.

Ces aspects peuvent aussi être précisés par la loi qui dans certains cas peut stipuler que le débit minimum imposé au droit des ouvrages hydrauliques soit adapté aux besoins écologiques et énergétiques, tout en veillant à ce que leur mode de gestion permette d'atténuer les effets négatifs éventuels des éclusées.
En maintenant les possibilités d'irrigation, le débit réservé a parfois une importance pour la sécurité alimentaire.

## Mode de calcul et difficultés méthodologiques
Les difficultés de méthode proviennent de la conjonction de plusieurs facteurs de complexité et d'incertitude :
- Chaque bassin versant ou petite région présentent des caractéristiques hydrogéologiques et écologiques propres. Elles ne permettant pas de généralisation de calcul[4],[5]. 
D'un point de vue prospectif, il faudrait en outre idéalement aussi prendre en compte les vulnérabilités locales et régionales au changement climatique ; quand il n'y a presque plus d'eau dans une rivière, et que rien ne laisse supposer qu'une pluie est attendue dans le futur proche, la question peut localement et provisoirement se poser de plutôt sauver l'écosystème  ou la ressource en eau de groupes humaines ou de la faune à l'amont ou l'aval d'un barrage, notamment si le barrage concerné correspond à une structure sub-naturelle (seuil, saut..., lieu d'embâcles naturels).
- Des moyennes objectives sont difficiles ou impossibles à obtenir : Pour tenir compte des variabilités météorologiques naturelles, il est recommandé de produire des moyennes établies sur un pas de temps d'au moins 30 ans. Mais on sait aussi que les 150 dernières années sont caractérisées par une tendance régulière à un réchauffement général du climat, avec quelques exceptions locales ou temporelles de refroidissement. Quel facteur de sécurité adopter sachant cela ?  
De plus travailler avec des moyennes ne prémunit pas d'être confronté à des pics les dépassant largement, positivement ou négativement. Comment et à quelle vitesse alors adapter les débits minimaux ?
- Certaines données de débit manquent de précision. Et parfois - dans les régions où l'irrigation et le pompage sont importants ou anciens ou et mal suivis - on ne connait pas ce que serait le « débit normal de référence », ou de ce qu'il devrait être (si on ne prélevait pas d'eau, ou si elle était immédiatement rendue au milieu, ou si les embâcles naturels ou les barrages de castors existaient encore (voir l'article écopotentialité) ;
- Le fonctionnement hydrographique et hydro-écologique de nombreux bassins versants est très complexe. C'est par exemple de cas des systèmes karstiques [6], et moindrement de systèmes tourbeux, des zones d'affaissement miniers, ou là où existent des résurgences, des siphons, ou phénomènes de vidange différées de stocks collinaires... qui expliquent des hétérogénéités géographiques et temporelles significatives dans la saisonnalité des débits ou des étiages[7]). Ceci rend difficile le calcul des bilans de débits réels ou des prélèvements réels des agriculteurs et éleveurs, ou de pompages industriels, si l'on cherche à calculer la valeur absolue de la « soustraction à la ressource en eau ») ;
- Le calcul de la pression réelle de prélèvement auquel un bassin est soumis est souvent délicat (par exemple, en période de sécheresse chaude, on risque d'irriguer plus, de se doucher plus souvent, de remplir plus tôt et plus souvent les piscines vides ou qui s'évaporent, etc.) ;
- Un débit minimal, ou même un débit idéal(tenant compte des aspects économiques, sociaux et environnementaux et de la gestion durable des ressources) ne peut être calculés qu'à partir d'hypothèses simplificatrices (ex. modèle pluie-débit [8], simplificateur et très sensible aux incertitudes pluviométriques[9]) nécessitant néanmoins des bilans, des modèles (physiques, écologiques et comportementaux) très complexes.

Différentes méthodes d'interpolation  et de calcul du « module » et ou d'évaluation des « débits minimum biologiques » existent,.

## En France

### Plusieurs valeurs limites ont été ou sont utilisées
- un module dit « QA ». Il correspond au débit annuel moyen (moyenne des débits annuels) ;
- un débit minimum biologique ; terme consacré par l’usage et correspondant à la « notion définie par le premier paragraphe du I de l’article L. 214-18 du Code de l'environnement : « débit minimal garantissant en permanence la vie, la circulation et la reproduction des espèces vivant dans les eaux ». La détermination de ce débit minimum biologique doit faire l’objet d’une étude particulière analysant les incidences d’une réduction des valeurs de débit à l’aval de l’ouvrage sur les espèces vivant dans les eaux, et ce, conformément au 3.1 de la présente annexe et à l’annexe 2 »[13].
- un débit-plancher dit « QP » [notes 2] correspondant à un minimum intangible servant de protection pour les milieux aquatiques. Il est exprimé en fraction de débit moyen interannuel naturel (module) et correspond au 10e ou 20e de celui-ci suivant les cas. Les modalités de détermination de ce module ont été précisées en 2008 par le Cemagref [14], puis par une annexe[13]. 
Selon les statistiques disponibles en 2008, ce débit-plancher est généralement conservée en France[14] mais dans un contexte de dérèglement climatique la plupart des modèles météo prévoient des étés plus chauds et secs et des hivers plus doux et pluvieux[15].
- un   « débit réservé », expression également consacrée par l'usage, et fréquemment présente dans les documents régissant les ouvrages. « Elle a une portée législative et réglementaire et désigne la valeur du débit telle qu’elle est fixée par le titre de l’ouvrage, en application a minima du I de l’article L. 214-18 du code de l’environnement ou des textes qui l’ont précédé, et donc la valeur du débit instantané qu’un ouvrage établi dans le lit d’un cours d’eau doit laisser transiter à son aval immédiat. Cette valeur de débit réservé doit correspondre à la plus forte valeur entre le débit minimum biologique et le débit plancher »[13].
- Cas particulier : pour « les cours d’eau ou sections de cours d’eau présentant un fonctionnement atypique rendant non pertinente la fixation d’un débit minimal dans les conditions prévues ci-dessus, le débit minimal peut être fixé à une valeur inférieure »[13](Cf. I. de l'article L. 214-18 du Code de l’environnement).

### Les données de débits
Elles proviennent d'un réseau de « stations hydrométriques ». Ces données sont archivées dans la banque HYDRO. Il peut en être extrait des séries temporelles, accompagnées de meta-données sous forme des « fiches stations ». 

Les métadonnées sont notamment 
- la surface hydrologique,
- la surface topographique,
- le géoréférencement (coordonnées géographiques et d'altitude),
- la qualité globale des mesures…
- le caractère influencé du régime (avec plusieurs appréciations qualitatives attribuées plus ou moins subjectivement : « pas ou faiblement », « moyennement» ou « fortement » influencé (sur l’intégralité du régime, en crue ou en étiage).

### La législation
- - En France

L'article L. 214-18 du code de l’environnement, a été modifié par la loi no 2006-1772 du 30 décembre 2006 dite Loi sur l'eau et les milieux aquatiques
 par l'insertion d'un dispositif qui confirme l'importance donnée par le législateur à l'obligation de maintien d'un débit minimal. La loi vise à l'augmenter avant 2014, dans l'objectif de contribuer à atteindre, comme le demande la directive cadre européenne sur l'eau l'objectif de bon état des eaux et du bassin versant d'ici 2015.
La loi sur l'eau et les milieux aquatiques (30 décembre 2006) a instauré au sein de l'article L.214-18 du code de l'environnement, une disposition imposant à tous les ouvrages, quel qu'en soit l'usage, des obligations relatives, pour l'essentiel, au maintien d'un débit minimal garantissant en permanence la vie, la circulation et la reproduction des espèces aquatiques dans le cours d'eau à l'aval des ouvrages.
En France, « Tout ouvrage à construire dans le lit d'un cours d'eau doit comporter des dispositifs maintenant dans ce lit un débit minimal garantissant en permanence la vie, la circulation et la reproduction des espèces vivant dans les eaux au moment de l'installation de l'ouvrage ainsi que, le cas échéant, des dispositifs empêchant la pénétration du poisson dans les canaux d'amenée et de fuite » (d'une turbine ?). Selon une première estimation de l'ONEMA faite dans le cadre de la mise en place d'un référentiel national des obstacles à l'écoulement (ROE), ce sont environ 50 000 ouvrages barrant un lit mineur qui seraient concernés en France métropolitaine, dont 10 à 20 % auraient encore un usage avéré, dont 2 000 pour l'hydroélectricité. Parmi ces 2 000, 400 relèvent du régime de concession de l'État au titre de la loi du 16 octobre 1919 sur l'utilisation de l'énergie des cours d'eau, lacs et marées. La loi impose qu'avant 2014, le débit réservé soit multiplié par 4 pour tout barrage fonctionnant su le quarantième du module, et par 2 pour les barrages situés sur un cours d'eau dont le module est supérieur à 80 m3/s ou pour tout barrage relevant du  décret listant les « ouvrages de pointe ». Cette obligation concerne tous les ouvrages barrant les cours d'eau quel que soit leur statut ou leur usage : autorisation, concession, fondés en titre, règlement d'eau d'avant 1919, hydroélectricité, irrigation, eau potable, navigation, prévention des crues, etc.
« Ce débit minimal ne doit pas être inférieur au dixième du « module » du cours d'eau en aval immédiat ou au droit de l'ouvrage correspondant au débit moyen interannuel, évalué à partir des informations disponibles portant sur une période minimale de cinq années, ou au débit à l'amont immédiat de l'ouvrage, si celui-ci est inférieur. Pour les cours d'eau ou parties de cours d'eau dont le module est supérieur à 80 mètres cubes par seconde, ou pour les ouvrages qui contribuent, par leur capacité de modulation, à la production d'électricité en période de pointe de consommation et dont la liste est fixée par décret en Conseil d'État pris après avis du Conseil supérieur de l'énergie, ce débit minimal ne doit pas être inférieur au vingtième du module du cours d'eau en aval immédiat ou au droit de l'ouvrage évalué dans les mêmes conditions ou au débit à l'amont immédiat de l'ouvrage, si celui-ci est inférieur. Toutefois, pour les cours d'eau ou sections de cours d'eau présentant un « fonctionnement atypique »  rendant non pertinente la fixation d'un débit minimal dans les conditions prévues ci-dessus, le débit minimal peut être fixé à une valeur inférieure. La loi (article L. 214-18 CE) prévoit aussi que, tout en respectant en moyenne sur l'année le débit réservé, on puisse moduler un débit réservé selon les différentes périodes de l'année, le débit le plus bas devant cependant rester supérieur à la moitié du débit réservé. On parle alors d'un  « régime hydraulique réservé ». »
« Les actes d'autorisation ou de concession peuvent fixer des valeurs de débit minimal différentes selon les périodes de l'année, sous réserve que la moyenne annuelle de ces valeurs ne soit pas inférieure aux débits minimaux fixés en application du I. En outre, le débit le plus bas doit rester supérieur à la moitié des débits minimaux précités ».
« Lorsqu'un cours d'eau ou une section de cours d'eau est soumis à un étiage naturel exceptionnel, l'autorité administrative peut fixer, pour cette période d'étiage, des débits minimaux temporaires inférieurs aux débits minimaux prévus au I. »
III. - « L'exploitant de l'ouvrage est tenu d'assurer le fonctionnement et l'entretien des dispositifs garantissant dans le lit du cours d'eau les débits minimaux définis aux alinéas précédents ».
IV. -« Pour les ouvrages existant à la date de promulgation de la loi n° 2006-1772 du 30 décembre 2006 sur l'eau et les milieux aquatiques, les obligations qu'elle institue sont substituées, dès le renouvellement de leur concession ou autorisation et au plus tard le 1er janvier 2014, aux obligations qui leur étaient précédemment faites. Cette substitution ne donne lieu à indemnité que dans les conditions prévues au III de l'article L. 214-17 ».
V. - « Le présent article n'est applicable ni au Rhin ni aux parties internationales des cours d'eau partagés ».
Des tranches d’eau peuvent être réservées dans les ouvrages dédiés à d’autres usages, notamment hydroélectriques, pour le maintien des équilibres écologiques et la satisfaction des usages prioritaires (eau potable, …).
- - Au Québec

Le débit réservé écologique, défini au Québec comme étant le débit minimum requis pour maintenir, à un niveau jugé acceptable, les habitats du poisson, est encadré par la POLITIQUE DE DÉBITS RÉSERVÉS ÉCOLOGIQUES POUR LA PROTECTION DU POISSON ET DE SES HABITATS depuis 1999.

### Impacts environnementaux
Ils sont encore difficiles à mesurer en termes de bilan global, car le nouveau dispositif de débit réservé n'est pas encore totalement appliqué, et que les écosystèmes y réagiront, dans le lit majeur et le bas des bassins versants avec une certaine inertie. D'autres facteurs interagiront de manière complexe avec la modification des débits, dont le climat, les effets des bandes enherbées, éventuellement boisées, et l'évolution de la ripisylve là où elle existe, ainsi que de l'artificialisation des berges et du lit majeur.
- Aspects positifs : ils sont notamment :

- un débit plus régulier ;
- une masse d'eau moindre en régime d'étiage, mais bien mieux répartie sur la longueur des cours d'eau ; sauf en cas de sécheresses sévères ou prolongées ou répétées, un grand nombre d'espèces aquatiques (plantes, poissons, crustacés) devraient en profiter. Le risque de manquer d'eau en été pourrait être atténué en irriguant moins (une circulaire publié le 3 août 2010 vise à réformer les prélèvements d'eau d'irrigation dans les bassins déficitaires).
- une amélioration globale de la qualité des cours d'eau est espérée, à la suite notamment de l'amélioration de leur niveau de naturalité ;
- certains systèmes tourbeux ou paratourbeux (tourbières mégaphorbiaies), contribuant à tamponner le cycle de l'eau pourraient être plus facilement restaurés ou moins risquer de se minéraliser et dégrader (si on leur laisse de l'espace) ;
- la libre circulation des poissons et de celle d'autres organismes aquatiques devrait être facilitée (là où les barrages ou seuils sont de petites tailles ou là où existent des passes à poissons fonctionnelles).
- Aspects négatifs ou potentiellement négatifs :  Ils sont encore inconnus, puisqu'il faut attendre 2014 pour que la totalité du dispositif soit appliqué, et il faudra probablement quelques années pour que les écosystèmes s'adaptent aux nouveaux régimes annuels de cours d'eau. 
Localement, ou durant quelques années, certains effets négatifs sont possibles dont : 
  - En l'absence de mesure compensatoires ou conservatoires (restauration d'embâcles naturels, barrages de castors), une exacerbation des effets des sécheresses ou des canicules aux abords de zones de retenues (qui pour certaines stockeront beaucoup moins d'eau en été). Dans ces zones, une baisse du niveau piézométrique et des nappes superficielles pourraient être cause de stress hydrique ou de mortalité de certains arbres, et d'une modification de la flore. Localement en zone sèche, le risque d'incendie de forêt pourrait peut-être augmenter.
  - Localement, là où la masse d'eau retenue en amont d'un barrage aura fortement diminué, son inertie thermique sera dégradée, c'est-à-dire qu'elle se réchauffera plus vite. Or, l'oxygène se dissous d'autant mieux dans l'eau qu'elle est froide. Dans ces mêmes eaux, les polluants et les eutrophisants (s'ils sont émis dans l'eau dans les mêmes quantités qu'avant l'augmentation du débit réservé) y seront plus concentrés. On peut alors s'attendre à une augmentation de phénomènes d'anoxie ou de pullulation de cyanophycées ou algues filamenteuses ou de certains pathogènes (streptocoques, staphylocoques). ces derniers devraient toutefois être limités par une efficacité améliorée de la désinfection de l'eau par le rayonnement UV solaire naturel, plus important quand la couche d'eau est plus mince, si l'eau n'est pas trop turbide ;
  - dans les zones de substrat perméables où la loi de Darcy s'applique, des modifications de régime d'alimentation de la nappe, puis d'alimentation de la nappe par la rivière et de niveau de sources sont à attendre, avec des effets de décalages spatiaux et temporels qui dépendront du contexte hydrogéologique local, et de la pluviométrie et de l'occupation et de l'artificialisation des sols du bassin versant. Localement la nappe sera moins alimentée en raison de la diminution générale de la hauteur d'eau (la Loi de Darcy lie la vitesse de la percolation à la hauteur de la masse d'eau, et non à son volume), alors qu'en certains endroits l'effet sera inverse. Un élargissement ou une reméandrisation des cours d'eau, ou la réapparition de barrages de castors permettraient de limiter ces effets, mais ne sont que rarement prévus ;
  - la quantité d'eau disponible pour assurer l'irrigation et les soutiens d'étiage à but sanitaire sera diminuée, ce qui demande d'adapter les cultures (ex. : moins de maïs dans les régions à risque) ;
  - le potentiel hydroélectrique du réseau hydrographique français sera également négativement affecté, à la suite d'une diminution des volumes d'eau turbinés ou stockés, et à la suite d'une diminution des hauteurs de chute. Ceci se fera surtout sentir en été, alors que dans un contexte de réchauffement climatique, les centrales nucléaires auront peut-être des difficultés de refroidissement, et qu'elle contribueront alors fortement au réchauffement de l'eau.

Des équilibres seront à trouver pour répondre de manière durable et équilibrée aux différents usages et fonctions de l'eau, en profitant des retour d'expériences qui devraient être analysés sous l'égide de l'ONEMA et des Agences de l'eau notamment.